# Сент-Аман-Жартуде
Сент-Ама́н-Жартуде́ (фр. Saint-Amand-Jartoudeix) — коммуна во Франции, находится в регионе Лимузен. Департамент коммуны — Крёз. Входит в состав кантона Бурганёф. Округ коммуны — Гере.
Код INSEE коммуны — 23181.

## Население
Население коммуны на 2010 год составляло 171 человек.
| 1962 | 1968 | 1975 | 1982 | 1990 | 1999 | 2010 |
| ---- | ---- | ---- | ---- | ---- | ---- | ---- |
| 339  | 310  | 277  | 240  | 236  | 189  | 171  |

## Экономика
В 2010 году среди 99 человек трудоспособного возраста (15—64 лет) 71 были экономически активными, 28 — неактивными (показатель активности — 71,7 %, в 1999 году было 72,1 %). Из 71 активных жителей работали 62 человека (35 мужчин и 27 женщин), безработных было 9 (4 мужчины и 5 женщин). Среди 28 неактивных 3 человека были учениками или студентами, 16 — пенсионерами, 9 были неактивными по другим причинам.